# Jordan Miller (cestista)
Jordan Tyler Miller (Anaheim, 23 gennaio 2000) è un cestista statunitense, professionista nella NBA con i Los Angeles Clippers.

## Carriera
Dopo aver trascorso la carriera universitaria tra i George Mason Patriots e i Miami Hurricanes, nel 2023 si dichiara per il Draft NBA, venendo selezionato dai Los Angeles Clippers con la quarantottesima scelta assoluta. Il 7 agosto viene firmato con un two-way contract.

## Statistiche

### College
| Anno      | Squadra           | PG  | PT  | MP   | TC%  | 3P%  | TL%  | RP  | AP  | PRP | SP  | PP   |
| --------- | ----------------- | --- | --- | ---- | ---- | ---- | ---- | --- | --- | --- | --- | ---- |
| 2018-2019 | G. Mason Patriots | 17  | 16  | 29,6 | 61,2 | 33,3 | 61,7 | 7,1 | 0,6 | 0,8 | 0,8 | 10,4 |
| 2019-2020 | G. Mason Patriots | 32  | 32  | 32,4 | 44,8 | 33,0 | 70,1 | 5,3 | 1,4 | 1,1 | 0,2 | 12,7 |
| 2020-2021 | G. Mason Patriots | 20  | 18  | 32,9 | 46,3 | 33,3 | 77,5 | 6,1 | 2,0 | 1,0 | 0,4 | 15,8 |
| 2021-2022 | Miami Hurricanes  | 36  | 30  | 30,8 | 56,1 | 29,2 | 70,6 | 5,9 | 1,1 | 1,8 | 0,6 | 10,0 |
| 2022-2023 | Miami Hurricanes  | 37  | 37  | 35,0 | 54,5 | 35,2 | 78,4 | 6,2 | 2,7 | 1,2 | 0,4 | 15,3 |
| Carriera  | Carriera          | 142 | 133 | 32,4 | 51,5 | 32,9 | 72,9 | 6,0 | 1,7 | 1,2 | 0,4 | 12,8 |

### NBA

#### Regular Season
| Anno      | Squadra       | PG | PT | MP   | TC%  | 3P%  | TL%  | RP  | AP  | PRP | SP  | PP  |
| --------- | ------------- | -- | -- | ---- | ---- | ---- | ---- | --- | --- | --- | --- | --- |
| 2023-2024 | L.A. Clippers | 8  | 0  | 3,5  | 55,6 | 50,0 | 100  | 0,6 | 0,0 | 0,0 | 0,0 | 1,6 |
| 2024-2025 | L.A. Clippers | 37 | 0  | 11,4 | 43,3 | 21,1 | 80,0 | 1,6 | 0,9 | 0,5 | 0,1 | 4,1 |
| Carriera  | Carriera      | 45 | 0  | 10,0 | 44,1 | 22,5 | 81,1 | 1,4 | 0,8 | 0,4 | 0,1 | 3,7 |

#### Playoffs
| Anno     | Squadra       | PG | PT | MP  | TC%  | 3P% | TL%  | RP  | AP  | PRP | SP  | PP  |
| -------- | ------------- | -- | -- | --- | ---- | --- | ---- | --- | --- | --- | --- | --- |
| 2025     | L.A. Clippers | 3  | 0  | 4,3 | 42,9 | 0,0 | 50,0 | 0,7 | 1,3 | 1,0 | 0,0 | 2,3 |
| Carriera | Carriera      | 3  | 0  | 4,3 | 42,9 | 0,0 | 50,0 | 0,7 | 1,3 | 1,0 | 0,0 | 2,3 |

### G League
| Anno      | Squadra            | PG | PT | MP   | TC%  | 3P%  | TL%  | RP  | AP  | PRP | SP  | PP   |
| --------- | ------------------ | -- | -- | ---- | ---- | ---- | ---- | --- | --- | --- | --- | ---- |
| 2023-2024 | Ontario Clippers   | 39 | 39 | 30,3 | 49,1 | 35,5 | 82,9 | 6,3 | 2,0 | 1,2 | 0,5 | 20,9 |
| 2024-2025 | San Diego Clippers | 7  | 7  | 31,1 | 50,9 | 35,0 | 84,4 | 5,1 | 3,6 | 1,0 | 0,6 | 23,9 |
| Carriera  | Carriera           | 46 | 46 | 30,4 | 49,4 | 35,4 | 83,2 | 6,1 | 2,3 | 1,1 | 0,5 | 21,3 |